# Preventive Medicine
Preventive Medicine — рецензируемый медицинский научный журнал на тему профилактической медицины и общественного здравоохранения, издаваемый Elsevier с 1972 года. Главный редактор - Эдуардо Л. Франко (англ. Eduardo L. Franco) из Макгиллского университета. Первым редактором и основателем журнала был Эрнст Виндер.

## Присутствие в базах данных научных статей
Журнал реферируется и индексируется в EMBASE, Scopus, Science Citation Index, Current Contents (Clinical Medicine), BIOSIS Previews и Index Medicus (MEDLINE, PubMed). Его импакт-фактор в 2014 г. составил 3,086, заняв 25-е место среди 153 журналов в категории «Общая и внутренняя медицина» и 31-е место среди 162 журналов в категории «Общественное, экологическое и профессиональное здоровье».